# Fernando Alfaro Maciel
Fernando Alfaro Maciel o simplemente Fernando Alfaro, nacido como Fernando Máximo de Alfaro y Maciel (Buenos Aires, 29 de mayo de 1791 - playas de Quilmes, 9 de noviembre de 1859) fue un hacendado, político y funcionario de gobierno argentino, primer presidente de la municipalidad bonaerense de San Isidro y uno de los principales gestores de la victoria republicana en la batalla de Carmen de Patagones, contra las fuerzas del Imperio del Brasil que tuvieran intención de ocupar la Patagonia argentina.

## Biografía

### Origen familiar y primeros años

Virreinato del Río de la Plata (1780).

Fernando Máximo Alfaro nació el 29 de mayo de 1791 en Buenos Aires, capital del Virreinato del Río de la Plata, siendo hijo del andaluz Manuel de Alfaro y Mesa (n. Sevilla, ca. 1755) —cuyos padres fueran Basilio José de Alfaro y Salvadora de Mesa— y también de María Dolores Maciel Lacoizqueta y Fernández de Valdivieso (n. Santa Fe, 1760). 
Su madre, a su vez, era una hija del maestre de campo general Joaquín Maciel y Lacoizqueta quien fuera teniente de gobernador de Santa Fe en el período de 1766 - 1771 —por lo tanto nieta de Manuel Maciel y Cabral de Alpoin, y descendiente de los luso-azoranos capitán Amador Vaz de Alpoim y Margarita Cabral de Melo— y de Isidora Fernández de Valdivieso Arbizu y Herrera Cabrera (n. Córdoba, Virreinato del Perú, 1726), radicada con su familia en Santiago de Chile desde 1729, cuyos ascendientes de origen hispano remontan a los conquistadores, fundadores de ciudades (Ica, Córdoba, Santa Fe, Buenos Aires, La Rioja, Tucumán, etc) y primeros pobladores del Río de la Plata, además de adelantados y gobernantes rioplatenses.
Fernando Alfaro tenía una hermana llamada Dolores Paula Alfaro y Maciel que se unió en matrimonio en la iglesia de la Merced de Buenos Aires, con José Mariano de Vera y Pintado —el futuro gobernador de la provincia de Santa Fe— el 4 de enero de 1809, y con quien tendría solo una hija llamada Teodora de Vera y Alfaro. Además era primo materno del teniente coronel Juan Estanislao y de Juana María del Campo, futura esposa del doctor Miguel Mariano de Villegas.

### Residencia en Carmen de Patagones y su accionar en la Guerra del Brasil
Luego de terminar sus estudios y de dedicarse al comercio, Alfaro viajó en 1821 a la comandancia austral de la provincia, en la Patagonia bonaerense, radicándose en Carmen de Patagones para desempeñarse como juez de Paz, fundando en el mismo año un establecimiento ganadero conocido como «La Estancia de Alfaro en Bahía San Blas», ubicada en un lugar llamado «Paso Seco» donde un istmo transitable unía la tierra firme con una isla que formaba así un corral natural para sus ovejas.

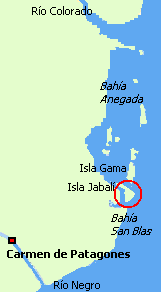
Ubicación de Carmen de Patagones y la bahía San Blas.

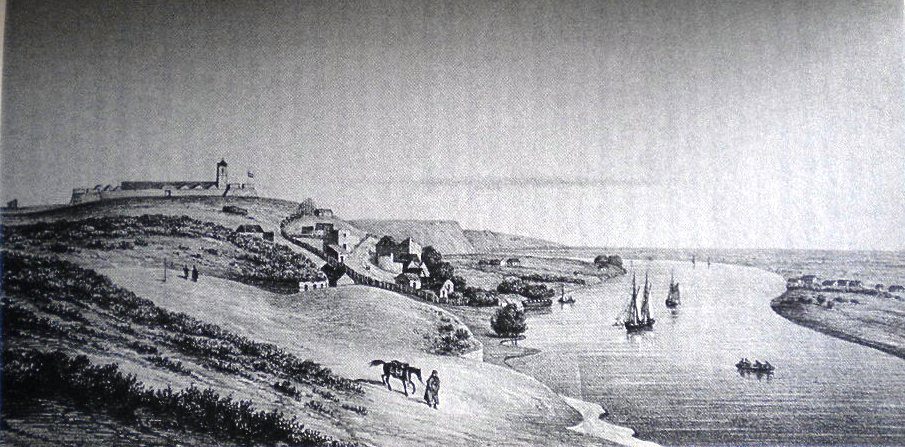
Dibujo de Carmen de Patagones (por Alcide d'Orbigny, en su visita de 1829)

En diciembre de 1825 apareció frente a la barra del río Negro un bergantín brasilero de guerra disfrazado de mercante, del que desembarcó un reducido destacamento en dos botes al mando del teniente Anderson. El comandante del fuerte, Martín Lacarra, lo puso en fuga y persiguió por la margen norte, mientras que Alfaro lo hizo por el sur logrando rendir a los invasores.
Iniciada la guerra del Brasil desempeñó un papel fundamental en la defensa de la ciudad durante el combate de Carmen de Patagones.
El 6 de marzo de 1827 los brasileros desembarcaron en la margen sur una partida y reclamaron carne fresca a un grupo explorador criollo, pero Fernando Alfaro dio órdenes de negarles apoyo. A la madrugada se produjo el desembarco general de las fuerzas brasileñas, entre 350 y 600 hombres con el objeto de marchar sobre la población para tomarla en forma definitiva. Iniciada la marcha en la calurosa noche del día 7, por terrenos arenosos y cubiertos de espesos matorrales espinosos que obligaban a transportar a los oficiales sobre los hombros de sus soldados y sin guía competente, las fuerzas invasoras llegaron a las 6:30 h al cerro de la Caballada, completamente extenuados y sin haber podido beber agua por 24 horas, con el agravante de consumir carne salada como único alimento.

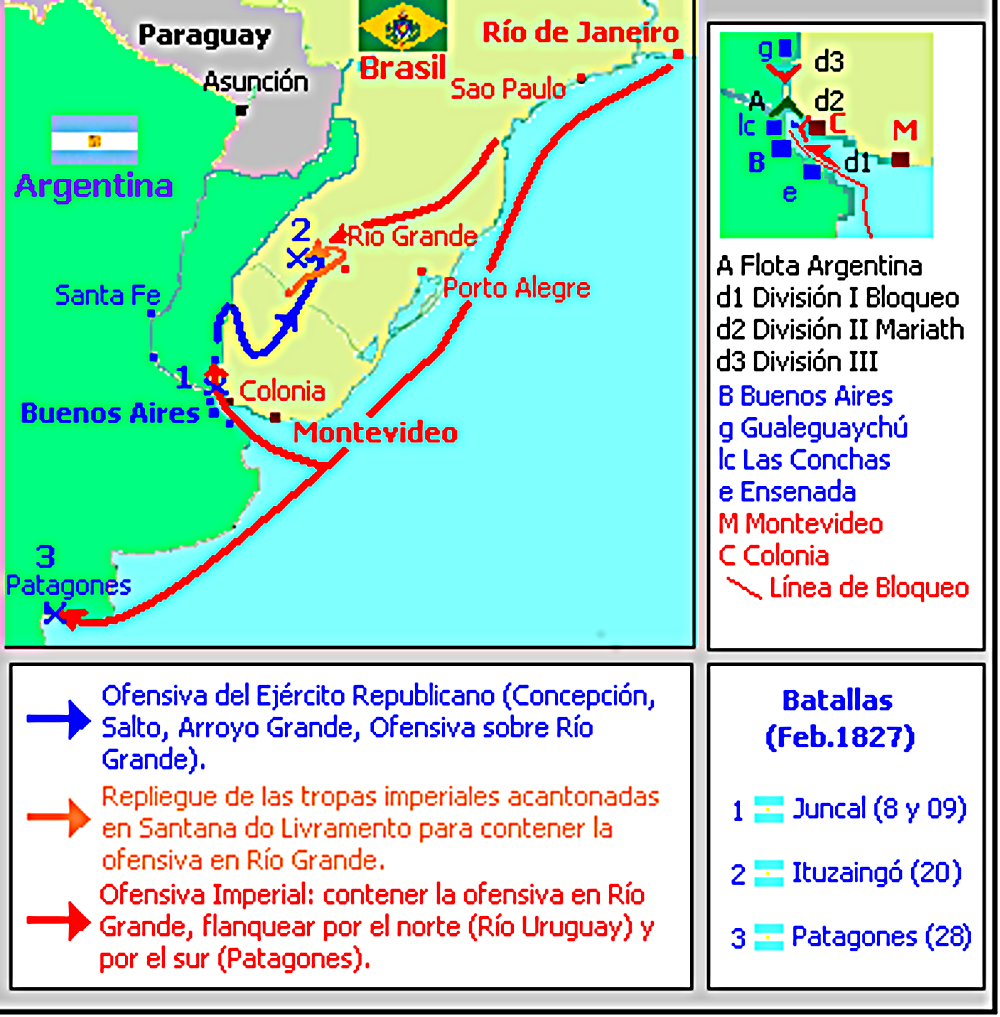
Batallas en la Guerra del Brasil (con fronteras actuales)

Allí las milicias republicanas conducidas por el entonces subteniente Sebastián Olivera y el juez de paz Fernando Alfaro, los alcanzaron, comenzando así el combate del Cerro de la Caballada. Con los primeros disparos cayó muerto el comandante brasilero Shepherd, quien fue suplantado por el capitán del Itaparica, Guillermo Eyre. Pronto se vieron rodeados por guerrillas que procedieron a cercar a los imperiales incendiando la vegetación por lo que Eyre ordenaría la retirada hacia los navíos sin advertir que los mismos ya se encontraban copados por los argentinos. Ante la confirmación de la rendición de su escuadra, Eyre finalmente se rindió a Alfaro. Con Benito Paso e Hipólito Doinel fue elegido para llevar las noticias de la victoria a Buenos Aires. En un parte de la acción se cita que 

La tropa, todos los vecinos y habitantes del establecimiento se han comportado y prestado con la mayor energía y entusiasmo a destruir al enemigo invasor; de los que tienen lugar preferente D.Manuel Álvarez, D.Ramón Ocampos, D.Fernando Alfaro y Blas Ureña.

Durante la guerra y el desarrollo de la campaña corsaria contra el comercio imperial, estando Buenos Aires bajo bloqueo, Patagones se convirtió en la principal base corsaria. Fernando Alfaro actuó entonces como agente de los armadores de corsarios en Patagones y fue propietario él mismo del corsario Bella Flor. Como tal fue el responsable de todas las introducciones de negros en dicho establecimiento. Los «esclavos bozales», es decir, rescatados de barcos negreros brasileros que los conducía de África directamente a ese país, eran declarados libres por la república pero sometidos a un régimen de servidumbre transitoria como mano de obra dependiente, sin salariada y con la obligación de vestirlos, alimentarlos y prepararlos para ganarse la vida como jornaleros, alcanzando la libertad plena. En cuanto a los «esclavos ladinos», ya integrados, recibían la libertad plena apenas pisaban el suelo de la república. En el primer caso, el Estado pagaba a Alfaro una suma por cada esclavo liberado de $200.

### Retorno a la provincia de Buenos Aires y gestión como funcionario

San Isidro, a orillas del Río de la Plata (al norte de la ciudad de Buenos Aires)

Antes de 1832 se estableció en la ciudad de San Isidro, al norte de la de Buenos Aires, ya para ese año poseía dos casas con tienda, almacén, fábrica de jabón y velas, y una carreta con cuatro bueyes. En 1835, por razones aún desconocidas, hizo un viaje a Río de Janeiro pero al cabo de un tiempo, habiendo enfermado, tuvo que regresar a su país, adquiriendo más propiedades en su localidad de residencia, San Isidro, adonde se desempeñaría como juez de paz en varias ocasiones.

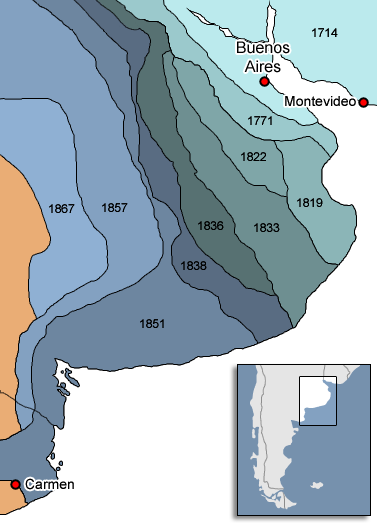
Frontera interna bonaerense en expansión hasta 1867, que unificó los territorios de la Comandancia de Patagones creada en 1810, la «Estancia de Alfaro de Bahía San Blas» desde 1821, Fuerte Independencia desde 1823 y la Fortaleza Protectora Argentina desde 1828, con el resto de la provincia.

Durante el gobierno de Juan Manuel de Rosas, integró la terna puesta a consideración del gobernador, por el juez de paz Genaro Eustaquio Rua, para desempeñar ese cargo a partir de 1846. En sus antecedentes, presentados el 18 de noviembre de 1845, Fernando Alfaro figura con los siguientes datos:

Federal ciudadano: Dn. Fernando Alfaro.
Domicilio: En el pueblo de San Isidro.
Estado. Casado (32).
Edad: Cincuenta años (33).
Exercicio: Comerciante.
Capital: Cuarenta mil pesos.
Aptitud: Las mejores. Es federal decidido y ha prestado servicios con su persona a la Sagrada Causa de la Federación, hace trece años está avecindado en este partido.

No obstante, no solo su candidatura fue desechada sino que tenido por opositor sufrió persecución y estuvo un tiempo preso en Santos Lugares. Entre septiembre de 1852 y abril de 1854 fue diputado a la Cámara de Representantes de la provincia de Buenos Aires por el Partido Liberal, siendo uno de los firmantes de la Constitución del Estado de Buenos Aires en este último año, la cual era muy semejante a la de la Confederación Argentina, aunque establecía un período gubernativo de cuatro años en vez de seis. Su sobrino, el entonces capitán de caballería Miguel Francisco de Villegas, como buen liberal y unitario, figuraba entre los defensores del sitio de Buenos Aires, desde el 6 de diciembre de 1852 hasta el 13 de julio de 1853.

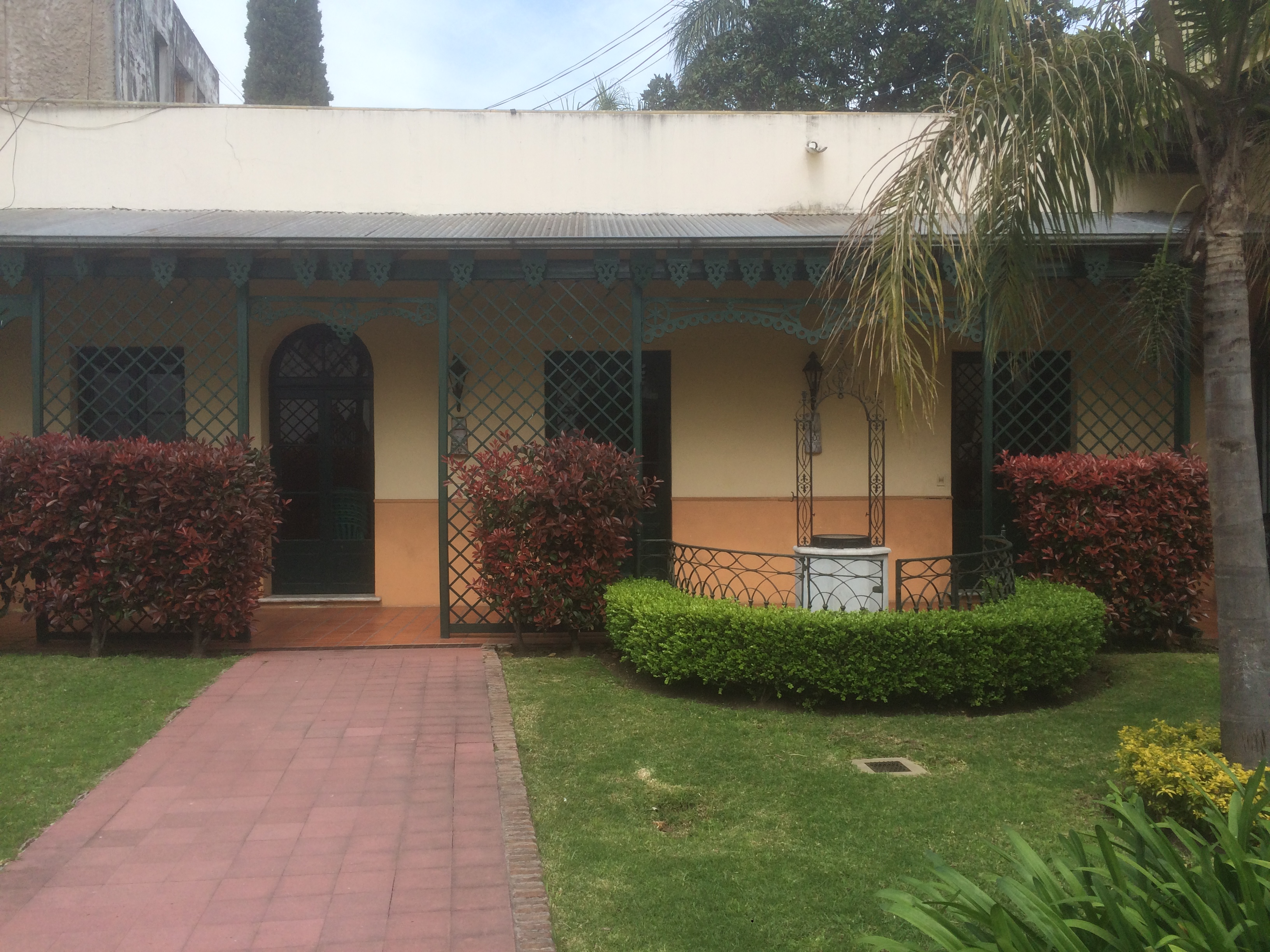
Fondo de la casa de Fernando Alfaro, donde posteriormente vivió uno de sus hijios. El Patio, conectaba ambas casas.

En 1854 y con motivo de la «Ley de Creación de las Municipalidades» se reunieron en su casa frente a la plaza de San Isidro, los vecinos Benigno Velázquez Ichollet, Félix Ballester, el presbítero Carlos Palomar, Miguel Polero y Victorino José de Escalada, siendo elegido Fernando Alfaro como primer presidente de la Municipalidad. 
Había sido iniciado en la logia Unión del Plata Nº 1, alcanzando la Gran Maestría de la masonería, el 23 de abril de 1857.

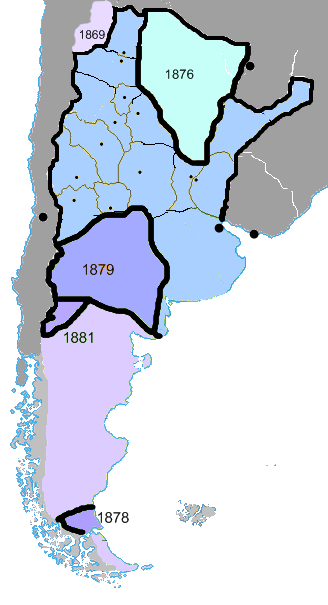
Territorio de la Argentina controlado efectivamente hacia 1867 (en azul celeste) y su posterior consolidación de fronteras interiores en regiones nominales: pampas argentinas, el Comahue, País de las Manzanas, Patagonia tehuelche de Casimiro Biguá, el Chaco Central y Austral de los guaycurúes, y los territorios reivindicados pero ocupados por países extranjeros: la Puna de Atacama, la Villa Occidental, la provincia de Misiones y las islas Malvinas.

Desempeñaba el cargo de juez de paz y prefecto de Policía del partido de San Vicente, cuando se produjera la batalla de Cepeda del año 1859 por las tropas del general Justo José de Urquiza. Este ordenó el reemplazo de los prefectos pero Alfaro, si bien adicto al mitrismo, permanecería en su puesto hasta que fuera depuesto y desplazado por el bandido Coriolano Márquez en noviembre del mismo año, por considerarlo un «salvaje unitario».

### Intento de huida y fallecimiento por asesinato
Fernando Alfaro tras ver su casa saqueada, llegó a huir junto al teniente coronel Camilo Rodríguez, Adolfo Chueco, Pedro Esquivel y Felipe Olivera, con el objetivo de embarcarse en las playas de Quilmes rumbo a Colonia del Sacramento, por no poder pasar a Buenos Aires, pero fue alcanzado por Márquez y ejecutado con sus compañeros el 9 de noviembre de 1859. Sus restos fueron sepultados el 13 de noviembre en el Cementerio General, previa licencia del cura párroco que dejó registrado en la partida de defunción que fue «asesinado en el campo».
Su viuda Cecilia Muñoz pidió pensión a la Legislatura pero su solicitud fue muy discutida en la sesión de 3 de junio de 1861. La oposición más fuerte de la Cámara de Diputados la dio José María Moreno que consideraba que Alfaro debería haber renunciado dado que “los empleados civiles faltan á su deber cuando permanecen en sus puestos cuando el territorio es invadido por fuerzas enemigas” y además por considerar que la madre de la viuda quienes convivieran, era una mujer de gran fortuna.
Finalmente el proyecto sostenido por los diputados Manuel Arauz, Juan José Montes de Oca y Cosme Beccar fue convertido en ley por el Senado y la Cámara de Representantes el 2 de octubre de 1862, acordándose la pensión graciable de mil pesos m/c mensuales para la viuda y sus hijos.

## Matrimonio y descendencia
Fernando pasó muy joven a Córdoba con su familia, adonde su padre ejerció el cargo de contador de la Real Renta de Tabacos. Allí efectuó sus estudios y una vez culminados se volcaría al comercio, radicándose finalmente en la Patagonia argentina.
Cuando volvió a la provincia de Buenos Aires, se unió en matrimonio el 11 de octubre de 1844 en la ciudad de San Isidro, con Cecilia Muñoz de Marcó —hija de Manuel Muñoz y de Ventura de Marcó— y fue con quien tuvo cuatro hijos: 
- Fernando Máximo Ireneo del Corazón de Jesús Alfaro (n. 1845), fue intendente de San Isidro.
- Cecilia Ana del Corazón de Jesús Alfaro y Muñoz Marcó (n. 1847).
- Manuela Joaquina Alfaro y Muñoz Marcó (n. 1854).
- Alejandro Gabriel Alfaro y Muñoz Marcó (n. 1857).